# Waterbottle
Waterbottle was het vijfde album van de Belgische bluesrockband El Fish uit 2001.
Filip Casteels, die de groep verlaten had, werd vervangen door Roland Van Campenhout.
Voor dit album kreeg de groep opnieuw een ZAMU Award, ditmaal als beste "Roots-act".

## Tracklist[2]
1. Tengah
2. The end is not in sight
3. Canzoncina per jaco
4. Lack of time
5. As bad as can be
6. I've seen that face before
7. This or that
8. Mustallah
9. Bad tattoo
10. The Chinaman in the dessert

## Meewerkende artiesten[3]
- Jan Ieven (basgitaar, contrabas)
- Steven De Bruyn (harmonica, zang)
- Rohan De Ridder (drums, percussie)
- Roland Van Campenhout (gitaar, zang)